# Jan Hellström

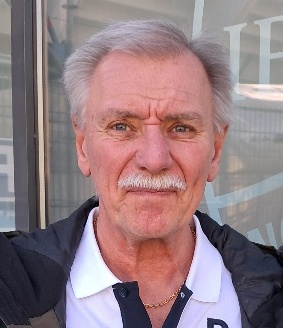
Jan Hellström 2025

För den mångsysslande biskopen, se Jan Arvid Hellström.
Jan Erik Hellström, född 21 februari 1960 i Söderköping, är en svensk före detta fotbollsspelare, under större delen av karriären spelandes i IFK Norrköping (247 matcher, 102 mål i Allsvenskan). Med Norrköping vann han SM-guld 1989 och blev samtidigt allsvensk skyttekung. 
Under några år i mitten på 1980-talet spelade Hellström för Örgryte IS där det också blev ett SM-guld år 1985 efter att man besegrat IFK Göteborg i finalen.
Hellström spelade under åren 1986–1989 sex landskamper (0 mål). Han var också med i Sveriges lag i OS-turneringen 1988 då man trots Hellströms tre mål i turneringen åkte ut mot Italien i kvartsfinal.

## Karriär
Jan Hellström började spela fotboll i moderklubben Örtomta GoIS. År 1982 spelade han med IFK Norrköping i division 1 men därefter blev det allsvenskt spel. Hellström var tidigt en utpräglad målskytt som under sejouren i Örgryte vann allsvenskt guld innan han återvände till IFK Norrköping där han med IFK tog ett nytt allsvenskt guld 1989 och samma år dessutom vann skytteligan. Hellström fortsatte att skörda framgångar i IFK Norrköping och vann Svenska cupen säsongen 1990/1991 och 1993/1994 och dessutom flera allsvenska silver. Under en period ryktades det om att både Real Zaragoza och Iraklis ville ha Hellströms underskrift på ett kontrakt. Han trappade efter säsongen 1994 ned i division IV med Hagahöjdens BK och avslutade sin aktiva karriär i Åby IF 1999.
Under sin aktiva karriär hade han även framgångar internationellt. Under perioden 1986-1989 deltog Janne Hellström i både A-landslaget och OS-landslaget (1988 var fotboll vid OS öppen för spelare som inte hade deltagit i VM). Under OS-fotbollen 1988 i Seoul gjorde han succé med sina 3 mål. Sverige vann sitt gruppspel men åkte sedan ut mot Italien (förlust 1-2). Den brasilianska skyttekungen Romário vann skytteligan med 7 mål. Totalt gjorde han 8 mål (5 mål i kvalet och 3 mål under OS) på 15 matcher.